# Lobogeniates alvinus
Lobogeniates alvinus är en skalbaggsart som beskrevs av Ohaus 1931. Lobogeniates alvinus ingår i släktet Lobogeniates och familjen Rutelidae. Inga underarter finns listade i Catalogue of Life.